# Гаетано Россі
Гаетано Россі (італ. Gaetano Rossi; 18 травня 1774, Верона — 25 січня 1855, Верона) — італійський лібреттист.

## Біографія
Почав свою театральну кар'єру в 1797 році і плідно працював до кінця життя, створивши лібрето більш ніж для сотні опер. Найбільш відомі роботи Россі — опери Джоакіно Россіні «Шлюбний вексель» (1810), «Танкред» (1813) і «Семіраміда» (де одну з партій виконала Аделаїда Боргі-Мамо, 1823), Джакомо Мейербера «Хрестоносець» (1824), Гаетано Доніцетті «Марія Паділья» (1841) та «Лінда ді Шамуні» (1842).
Серед інших композиторів, з якими співпрацював Россі, були Ніколо Дзінґареллі, Сімон Майр, Джованні Пачіні, Саверіо Меркаданте, Карло Кочча, Фердинандо Паер, Франческо Морлаккі та інші.